# Arthur T. Benjamin
Pour les articles homonymes, voir Benjamin.
Arthur T. Benjamin, né le 19 mars 1961 à Cleveland, est un mathématicien américain spécialisé dans la combinatoire. Depuis 1989, il est professeur au Harvey Mudd College.

## Biographie
Il est célèbre pour ses capacités en calcul mental et ses performances de mathémagicien. Il est apparu sur le Magic Castle et TED.
Il obtient son B.S. de l'université Carnegie-Mellon en 1983 et son Ph.D. de l'université Johns-Hopkins en 1989 ; sa thèse s'intitule « Turnpike Structures for Optimal Maneuvers ». Durant ses études au Carnegie, il écrit les paroles et invente des tours de magie pour la comédie musicale Kije!, en collaboration avec l'auteur Scott McGregor et le compositeur Arthur Darrell Turner. Le spectacle gagne une compétition annuelle et est montré la première fois pendant le Musical de Printemps de Carnegie en 1980.
La Mathematical Association of America lui décerne un prix régional en 1999 et national en 2000 pour son enseignement. Il participe aussi à une série de conférences de The Teaching Company appelée « The Joy of Mathematics ». 
En 2006, il reçoit avec Jennifer Quinn le prix du livre Beckenbach pour Proofs That Really Count: the Art of Combinatorial Proof. 
Benjamin participe à l'inauguration du San Diego Science Festival en avril 2009.